# Émile Coulaudon
Émile Coulaudon, dit Colonel Gaspard, né le 29 décembre 1907 à Clermont-Ferrand et mort le 1er juin 1977 à Clermont-Ferrand, fut un des principaux chefs de la Résistance Française en Auvergne, pendant la Seconde Guerre mondiale. Il est Compagnon de la Libération.

## Biographie

### Avant laSeconde Guerre mondiale
Émile Coulaudon dit Colonel Gaspard naît le 29 décembre 1907 à Clermont-Ferrand dans une famille socialiste. Son père dirige une entreprise diffusant du matériel électrique de la société Philips. Son frère, Aimé, avocat, est élu député SFIO en 1936.
Son service militaire effectué, il entre en 1930, comme directeur commercial dans la société familiale.
En 1939, il est mobilisé comme sergent-chef infirmier. Fait prisonnier à Gérardmer le 22 juin 1940, il s'évade, le 8 juillet.
Rapidement, avec Jean Mazuel, il fonde à Clermont-Ferrand et à Brioude un des premiers groupes de résistance en Auvergne.

### Résistance et réduit d'Auvergne

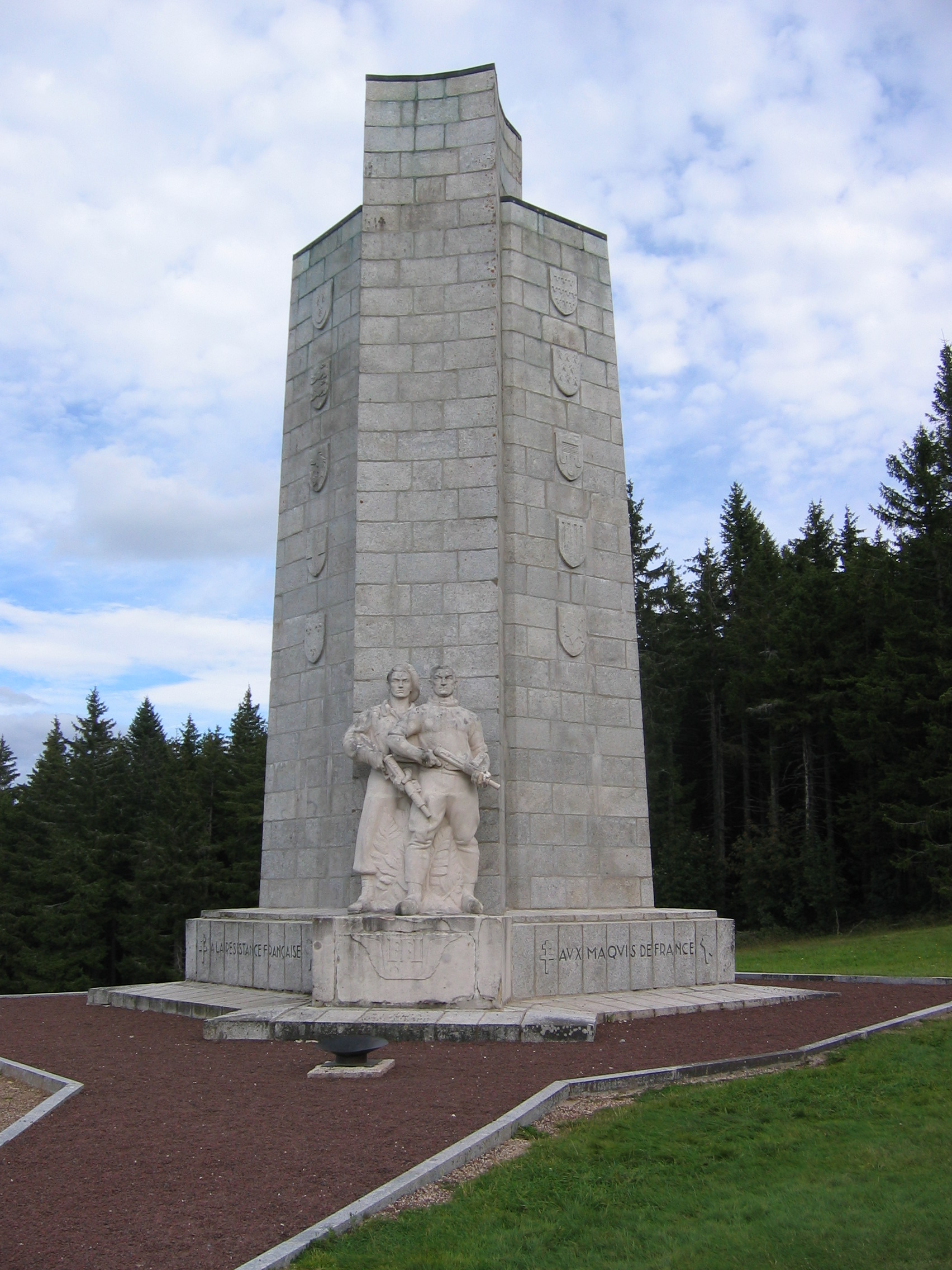
Monument du Mont Mouchet

En novembre 1942, il  est responsable départemental de Combat pour le Puy-de-Dôme. Entré en clandestinité en avril 1943, il crée le 1er Corps Franc d'Auvergne, dont le poste de commandement est situé au hameau de Lespinasse, sur la commune de Pulvérières. À la tête de ses hommes, il se livre à de nombreuses actions de sabotage (aciérie des Ancizes, poste émetteur allemand de Royat, train de troupes allemandes aux Martres…) et d'évasions de résistants. Son action permet aussi de récupérer aux dépens du régime de Vichy plus de 200 000 litres d'essence, 100 tonnes de vivres et de vêtements (chantier de jeunesse de Châtel-Guyon), 150 véhicules divers, dont la Hotchkiss du général La Porte du Theil, chef national des Chantiers de jeunesse. À la recherche du PC des MUR du Puy-de-Dôme, le 11 décembre 1943, le SD lance une opération à Saint Maurice, Coulaudon, Antoine Llorca Laurent, et les principaux responsables s'échappent de justesse, mais le SD, trouve le lendemain, une mallette contenant des documents importants, qui n'a pu être détruite. Le lendemain, à Billom, Gaspard et ses amis (Laurent, Robert Huguet  Prince, Max Menut Bénévol, Camille Leclanché Buron), échappent de peu à une expédition dirigée par Geissler, comprenant 2 000 soldats du 66e corps d'armée de réserve. Dans les jours qui suivent, des stocks de munitions, d'essence, des responsables locaux sont capturés. Certains résistants, comme  Louis Cornuejouls, sont fusillés, soit immédiatement, soit après plusieurs jours de torture.
Il rencontre le 15 avril 1944 à Montluçon, le major Philippe, de son vrai nom Maurice Southgate, agent du SOE, chef du réseau Hector-STATIONER. Ensemble, ils débattent de la possibilité de créer un réduit de résistance en Auvergne. Ce faisant, ils reprennent une idée émise auparavant par l'armée d'armistice et le général Revers, de l'ORA, et dont Coulaudon a une vague connaissance. Philippe s'engage à faire parachuter une mission (mission Benjoin), qui aura pour charge d'approvisionner ce réduit en armes légères et semi-lourdes (fusils, fusils-mitrailleurs, mitrailleuses, lance-roquettes anti-chars, artillerie légère) et des unités aéroportées. Malgré l'arrestation de Philippe en mai, les maquis reçoivent les membres du réseau Freelance du SOE, composée des capitaines John Hind Farmer « Hubert », de Denis Rake « Justin », et du lieutenant d'origine néo-zélandaise Nancy Wake « Hélène », puis la mission Benjoin dirigée par le major britannique Freddy Cardozo. Pour Gaspard, c'est la preuve que les Alliés ont approuvé la constitution du réduit.

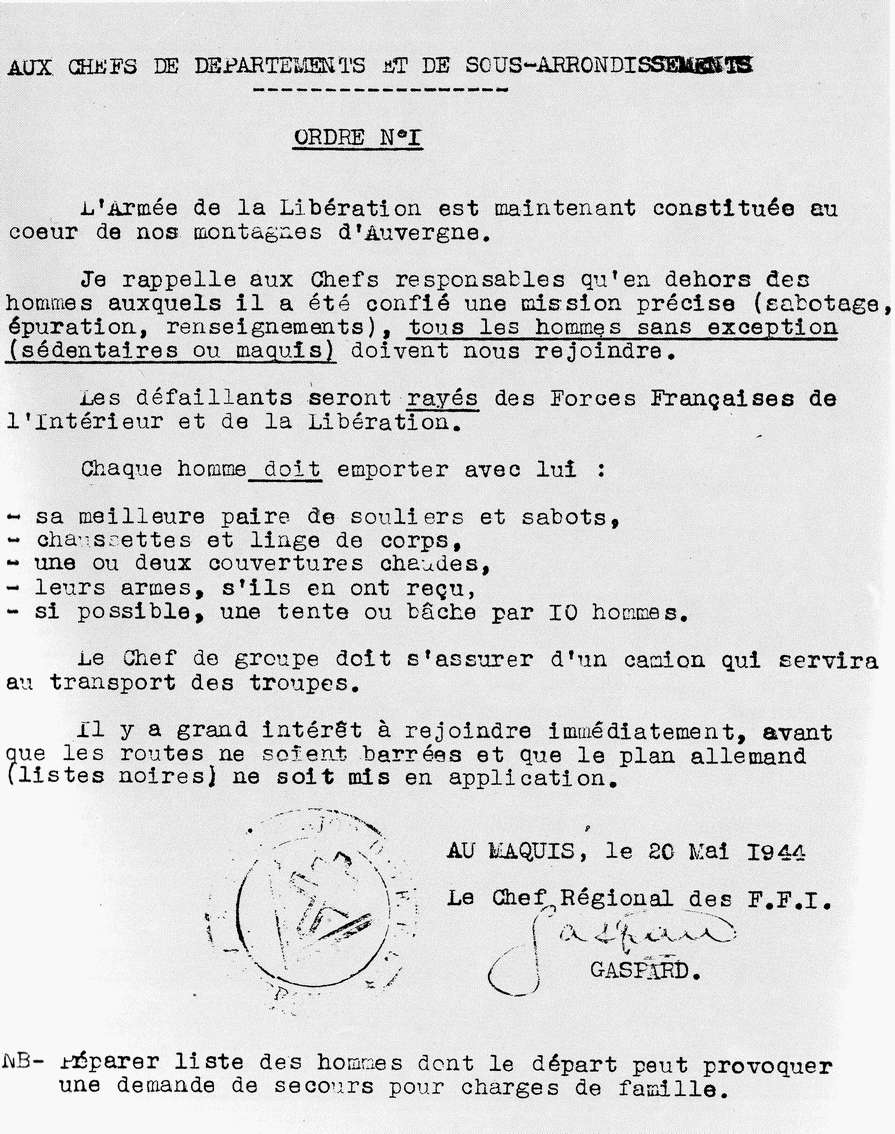
Ordre de Mobilisation des Maquis d'Auvergne

Au printemps 1944, il est chef des FFI pour la région de Clermont-Ferrand (R6). Cette région comprend quatre départements : Puy-de-Dôme, Haute-Loire, Cantal et Allier. 
Membre du Comité Régional de Libération, il participe le 2 mai à la ferme de Boitoux, à quelques kilomètres de Paulhaguet, à ce que l'on appelle les "États généraux de la résistance d'Auvergne", sous la présidence d'Henry Ingrand,. Il propose de créer trois réduits : un au Mont Mouchet, un dans les Gorges de la Truyère et le dernier dans le secteur du Lioran. Cette proposition est approuvée, et l'on décide de constituer deux états-majors, un politique et un militaire. L'état-major militaire lui est confié, et il implante son PC à la maison forestière du Mont Mouchet, après avoir envoyé un ordre de mobilisation générale, le 20 mai.
À la suite des accords entre l'Organisation polonaise de lutte pour l'indépendance (POWN ou réseau Monika) passés le 28 mai 1944 entre le "colonel Daniel" (Daniel Zdrojewski) responsable de la résistance armée polonaise en France et les Forces françaises de l'intérieur représentées par Jacques Chaban-Delmas, le "colonel Gaspard" reçoit du lieutenant-colonel Janusz Gorecki le renfort des groupes de combat FFI polonais, et notamment du bataillon Lwów qui s’illustrera dans les combats du Lioran.
Rapidement, dans les montagnes d'Auvergne, près de 5 000 hommes se regroupent dans trois réduits, début juin ils seront 2 700 au Mont Mouchet, sous le commandement de Coulaudon et Garcie, 1 000 à Venteuges sous l'autorité d'Archer et environ 1 300 au réduit de la Truyère dont le commandement a été confié au colonel Mondange qui dirigeait l'école des enfants de troupe de Billom.
Après avoir repoussé une première attaque le 2 juin, les 2 700 maquisards du Mont Mouchet sont attaqués les 10 et 11 juin par des éléments de la brigade Jesser venant de Saint-Flour et Langeac. Le 10 juin au soir, Garcie part au réduit de la Truyère demander du renfort à Mondange qui envoie deux compagnies à Clavières pour prendre les Allemands de flanc. Le soir du 10 juin Coulaudon quitte le Mont Mouchet, les compagnies proches du poste de commandement à la maison forestière le suivent et prennent la route du Malzieu, mais les compagnies éloignées et celles envoyées par Mondange, n'ont pas l'ordre de décrocher.  Le 11 juin les attaques reprennent au Crépoux et à Clavières.  Les maquisards subissent de lourdes pertes. La bataille du Mont Mouchet se soldera par 130 à 140 tués ou blessés achevés par les Allemands au cours des deux journées. Les rescapés se dirigent à pied vers le réduit de la Truyère qui sera à son tour attaqué le 20 juin par les mêmes éléments de la brigade Jesser, 50 à 60 maquisards y laisseront la vie.  Par petits groupes les maquisards essaient de franchir les lignes allemandes, certains se replient vers le Lioran et le Plomb du Cantal, d'autres rentrent chez eux. C'est la fin des grands rassemblements, les maquisards se rassemblent en plus petits groupes et la lutte continue.
De juin à août 44, la brigade Jesser et ses 3 000 hommes qui a sévi dans toute l'Auvergne, harcelée par les résistants auvergnats et rappelée en Allemagne, doit fuir l’Auvergne.

### Après-guerre
Jusqu'en 1947, il est adjoint du maire socialiste et résistant de Clermont-Ferrand, Gabriel Montpied, puis il reprend la direction de la société familiale, et s'investit dans les associations d'anciens résistants, devient président-fondateur de la Fédération des MUR et maquis, fonde avec les anciens des FFI auvergnats en 1969, le Comité d'Union de la Résistance d'Auvergne (Codura). En 1958, il accueille au Mont Mouchet, son camarade de combat, Gaston Monnerville, devenu président du Sénat, et le 5 juin 1959, le Général de Gaulle.
En 1969, il apporte son témoignage dans le film de Marcel Ophüls, Le Chagrin et la Pitié. Il y expose les raisons de son engagement et y présente quelques-unes de ses actions. Cette année-là, il est aussi à l'origine de la rénovation et de l'installation de la Foire de Clermont-Ferrand, sur la commune de Cournon.
Lors d'une cérémonie de remise de prix du Concours de la Résistance du Puy-de-Dôme, Émile Coulaudon meurt d'un arrêt cardiaque, le 1er juin 1977 à Clermont-Ferrand. Il est inhumé à Pontgibaud (Puy-de-Dôme).

## Reconnaissance

### Distinctions

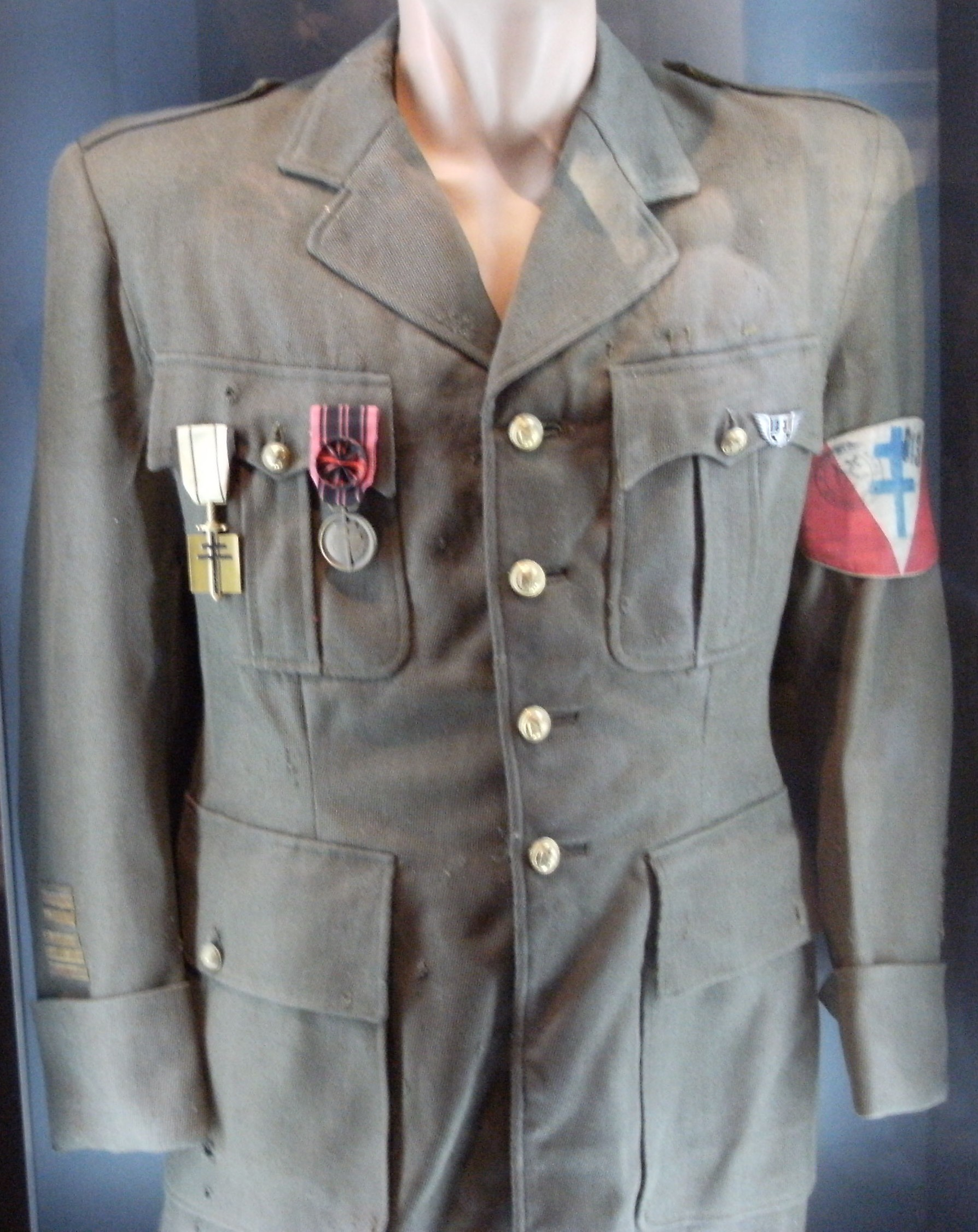
Uniforme du colonel Coulaudon déposé au Musée de la Résistance du Mont Mouchet

- Officier de la Légion d'honneur (1954)[20]
- Compagnon de la Libération par décret du 19 octobre 1945[1]
- Croix de guerre 1939–1945 avec palmes (2 citations)
- Médaille de la Résistance française par décret du 30 mai 1943[21]
- Croix de guerre (Belgique)
- Chevalier de Ordre militaire de Virtuti Militari (Pologne)
- Croix de guerre Espagnol

### Postérité
Deux ans après sa mort, en 1979, le Codura, crée un Musée de la Résistance sur le site du Mont Mouchet, à côté de son ancien poste de commandement. Une plaque lui rend hommage sur le site.

## Filmographie
- 1969 : Marcel Ophüls, Le Chagrin et la Pitié.

### Sources
- Gilles Lévy et Francis Cordet, À nous Auvergne, la vérité sur la résistance en Auvergne, 1940-1944, Paris, Presses de la Cité, 1981.
- Paul Dreyfus, Histoires extraordinaires de la Résistance, Paris, Librairie Arthème Fayard, 1977.
- André Gueslin, De Vichy au Mont Mouchet : l'Auvergne dans la guerre, 1939-1945, Clermont-Ferrand, Presses Universitaires Blaise Pascal, 1999.
- la Résistance au Mont Mouchet, édité par le Conseil Régional d'Auvergne et le SMAT du Haut-Allier, en vente au Musée de la Résistance du Mont Mouchet.
- Marcel Ophüls, Le Chagrin et la Pitié, scénario édité, Éditions A. Moreau, Paris, 1980.
- Biographie sur le site de l'Ordre de la Libération